# Lerista frosti
Lerista frosti este o specie de șopârle din genul Lerista, familia Scincidae, descrisă de Zietz în anul 1920. Conform Catalogue of Life specia Lerista frosti nu are subspecii cunoscute.